# Maricopodynerus sternalis
Maricopodynerus sternalis är en stekelart som beskrevs av Richard Mitchell Bohart 1988. Maricopodynerus sternalis ingår i släktet Maricopodynerus och familjen Eumenidae. Inga underarter finns listade i Catalogue of Life.